# Muzeum Keplera w Pradze
Muzeum Keplera (cz. Keplerovo muzeum) – muzeum założone w Międzynarodowym Roku Astronomii 2009 dzięki hojności właściciela lokalu pani Jitki Steinwaldovej, oraz wsparciu Czeskiej Społeczności Astronomicznej i Agencji ProVás oraz wsparciu finansowym Magistratu Miasta Stołecznego Pragi i ProVás.
W logo znajdują się trzy koła reprezentujące planetę Mars, Ziemię i Słońce. Są to obiekty, które studiował Kepler będąc w Pradze.